# 高仰云
高仰云（1905年—1968年），又名凌如，字祥庭，男，陕西米脂人，中华人民共和国政治人物。

## 生平
1924年考入陕北联合县立榆林中学。1927年5月加入中国共产党。1958年调任南开大学党委书记兼副校长。文化大革命期间遭受批斗迫害，1968年7月27日于天津大学投湖死亡。